# Jürgen Macha
Jürgen Macha (* 10. Oktober 1949 in Lotte (Westfalen); † 26. Januar 2014 in Augsburg) war ein deutscher Sprachwissenschaftler und zuletzt Lehrstuhlinhaber am Germanistischen Institut der Westfälischen Wilhelms-Universität Münster.

## Leben
Jürgen Macha besuchte das Aloisiuskolleg in Bad Godesberg und legte dort 1968 sein Abitur ab, bevor er zunächst an der Ludwig-Maximilians-Universität München, dann an der Rheinischen Friedrich-Wilhelms-Universität Bonn Germanistik, Geschichte, Pädagogik und Philosophie studierte. 1974 schloss J. Macha das Studium mit dem Ersten Staatsexamen in Germanistik und Pädagogik ab. Von 1976 bis 1979 war er Lektor des DAAD in Nijmegen und wurde 1980 in Bonn bei Werner Besch und Erich E. Geißler zum Thema „Realisierungen der 'regulativen' Funktion des Sprechens. Eine Untersuchung zum Sprachverhalten sechsjähriger Kinder“ promoviert. 1989 habilitierte er sich in Bonn mit der Arbeit "Der flexible Sprecher. Untersuchungen zu Sprache und Sprachbewusstsein rheinischer Handwerksmeister". Ab 1989 war J. Macha Hochschuldozent in Bonn, 1993 bis 1996 vertrat er eine C3-Professur für Deutsche Sprachgeschichte an der Universität zu Köln. 1996 folgte die Ernennung zum C4-Professor für Deutsche Philologie (Sprachwissenschaft) an der Westfälischen Wilhelms-Universität Münster, die er bis zu seinem Tod 2014 innehatte.
Macha war seit 1999 Vorsitzender der Kommission für Mundart- und Namenforschung Westfalens des Landschaftsverbandes Westfalen-Lippe. Darüber hinaus war er Mitglied in verschiedenen wissenschaftlichen Fachgesellschaften wie dem Verein für niederdeutsche Sprachforschung, im Arbeitskreis Historische Stadtsprachenforschung, im Verein für Geschichtliche Landeskunde der Rheinlande, im Verein Symposion Deutschdidaktik, in der Augustin-Wibbelt-Gesellschaft und dem Internationalen Wissenschaftlichen Beirat des Max-Kade-Instituts der University of Wisconsin in Madison. Vor allem an dieser sowie an der Xi’an International Studies University (XISU) in China nahm er mehrfach internationale Gastprofessuren wahr.
Jürgen Macha war mit der Pädagogikprofessorin und Gender-Forscherin Hildegard Macha verheiratet. Aus dieser Ehe gingen ein Sohn und eine Tochter hervor.

## Forschung
In Lehre und Forschung widmete sich Jürgen Macha vor allem zwei Fachgebieten: Zum einen der deutschen Sprachgeschichte mit den Schwerpunkten Sprache des 17. Jahrhunderts (Kanzleisprache, Gerichtsakten, Hexenverhörprotokolle, Inschriften) und Sprache des 19. Jahrhunderts (Auswanderersprache), zum anderen der Dialektologie/Soziolinguistik mit den Aspekten Dialekt-Standardsprache-Konstellationen im heutigen Deutschland sowie Sprachdemoskopie und Sprecherdialektologie. Zu seinen Interessengebieten gehörte auch der Zusammenhang von Sprache und Witz bzw. Humor und Dialekt.
Von 2001 bis 2005 leitete Macha das DFG-Projekt Kanzleisprache des 17. Jahrhunderts: Untersuchungen zu Sprache und Kommunikation in Hexenverhörprotokollen, von 2008 bis 2012 war er Leiter des Projektstandortes Münster im Rahmen des DFG-Projektes Sprachvariation in Norddeutschland. Zusammen mit dem Germanistikprofessor Hermann Niebaum stellte J. Macha kurz vor seinem Tod noch die dritte neubearbeitete Auflage der „Einführung in die Dialektologie des Deutschen“ fertig.
Von 2009 bis 2012 hatte Jürgen Macha die Leitung eines Teilprojektes im Exzellenzcluster Religion und Politik in den Kulturen der Vormoderne und der Moderne der Westfälischen Wilhelms-Universität Münster inne. Forschungsgegenstand war hier die Frage nach unterschiedlichen Sprachverwendungspräferenzen, insbesondere von Katholiken und Lutheranern im sogenannten konfessionellen Zeitalter. Sein letztes Werk zu diesem Thema, „Der konfessionelle Faktor in der deutschen Sprachgeschichte der Frühen Neuzeit“, ist kurz nach seinem Tod erschienen.

## Monografien (Auswahl)
- Jürgen Macha: Realisierungen der "regulativen Funktion" des Sprechens. Eine Untersuchung zum Sprachverhalten sechsjähriger Kinder. [zugleich Diss., Bonn 1980]. 1981.
- Jürgen Macha: Der flexible Sprecher. Untersuchungen zu Sprache und Sprachbewußtsein rheinischer Handwerksmeister. [zugleich Habil.-Schr.], Bonn 1989 (= Veröffentlichung des Instituts für Geschichtliche Landeskunde der Rheinlande der Universität Bonn). Böhlau, Köln [u. a.] 1991, ISBN 3-412-01091-X.
- Jürgen Macha: Sprache und Witz. Die komische Kraft der Wörter. Dümmler, Bonn 1992, ISBN 3-427-63041-2.
- Jürgen Macha: Der konfessionelle Faktor in der deutschen Sprachgeschichte der Frühen Neuzeit. Ergon-Verlag, Münster 2014, ISBN 978-3-95650-010-7.
- Hermann Niebaum und Jürgen Macha: Einführung in die Dialektologie des Deutschen (= Germanistische Arbeitshefte. Band 37). 3. Auflage. de Gruyter Mouton, Berlin 2014, ISBN 978-3-11-033386-2.

## Herausgeberschaften (Auswahl)
- Jürgen Macha (Hrsg.): Hexen-Prothocoll. Kölner Hexenverhöre aus dem 17. Jahrhundert (= Mitteilungen aus dem Stadtarchiv von Köln. Band 74). Böhlau, Köln [u. a.] 1992, ISBN 3-412-12192-4.
- Jürgen Macha (Hrsg.): Rheinisch-westfälische Sprachgeschichte (= Niederdeutsche Studien. Band 46). Böhlau, Köln [u. a.] 2000, ISBN 3-412-06000-3.
- Jürgen Macha (Hrsg.): Wir verlangen nicht mehr nach Deutschland. Auswandererbriefe und Dokumente der Sammlung Joseph Scheben (1825–1938) (= Sprachgeschichte des Deutschen in Nordamerika. Band 2). Lang, Frankfurt am Main [u. a.] 2003, ISBN 3-631-39807-7.
- Jürgen Macha, Anna-Maria Balbach, Sarah Horstkamp (Hrsg.): Konfession und Sprache in der frühen Neuzeit. Interdisziplinäre Perspektiven (= Studien und Texte zum Mittelalter und zur frühen Neuzeit. Band 18). Waxmann, Münster [u. a.] 2012, ISBN 978-3-8309-2636-8.